# カポレイ (ハワイ州)
カポレイ（英: Kapolei）は、アメリカ合衆国ハワイ州ホノルル郡にある非法人地域であり、オアフ島の中部に位置する。一般に「オアフ島の第2の都市」と呼ばれるが、法的には地方自治体ではなく、都市でもない。その領域はかつてはサトウキビの栽培に使われた農業地だった。
カポレイという名前は火山円錐丘である「プウ・オ・カポレイ」(Puʻu o Kapolei)から採られた。ハワイ語の"puʻu"は「丘」を意味し、"Kapo lei"は「愛されるカポ」を意味している。古代ハワイの伝説でカポとは、火山の女神ペレの姉妹だった。
カポレイはホノルル市に次ぐオアフ島の都市中心として発展している。かつてはパイナップルやサトウキビ生産の農業用地として使われていた地域にある。その土地の大半は実業家ジェイムズ・キャンペルの所有地に入っていた。カポレイの主要な開発者は、ジェイムズ・キャンベル社の子会社のカポレイ・プロパティ・デベロプメントである。
カポレイ・ハレはホノルル市・郡によって建設された市民センターであり、ホノルル市長の執務室や様々な地方政府機関の事務所が入っている。

## 概要
カポレイはハワイ州の中で最も人口の多いオアフ島第2の都市中心として開発されている。オアフ島の人口増加の大半がこの地区で起こっており、将来的にも続くものと予測される。オアフ島の中心に近い中央渓谷にあるエワ平原と南部斜面は、以前のエワの農業用地と真珠湾のワイパフとワヒアワの間にあるなだらかな斜面である。

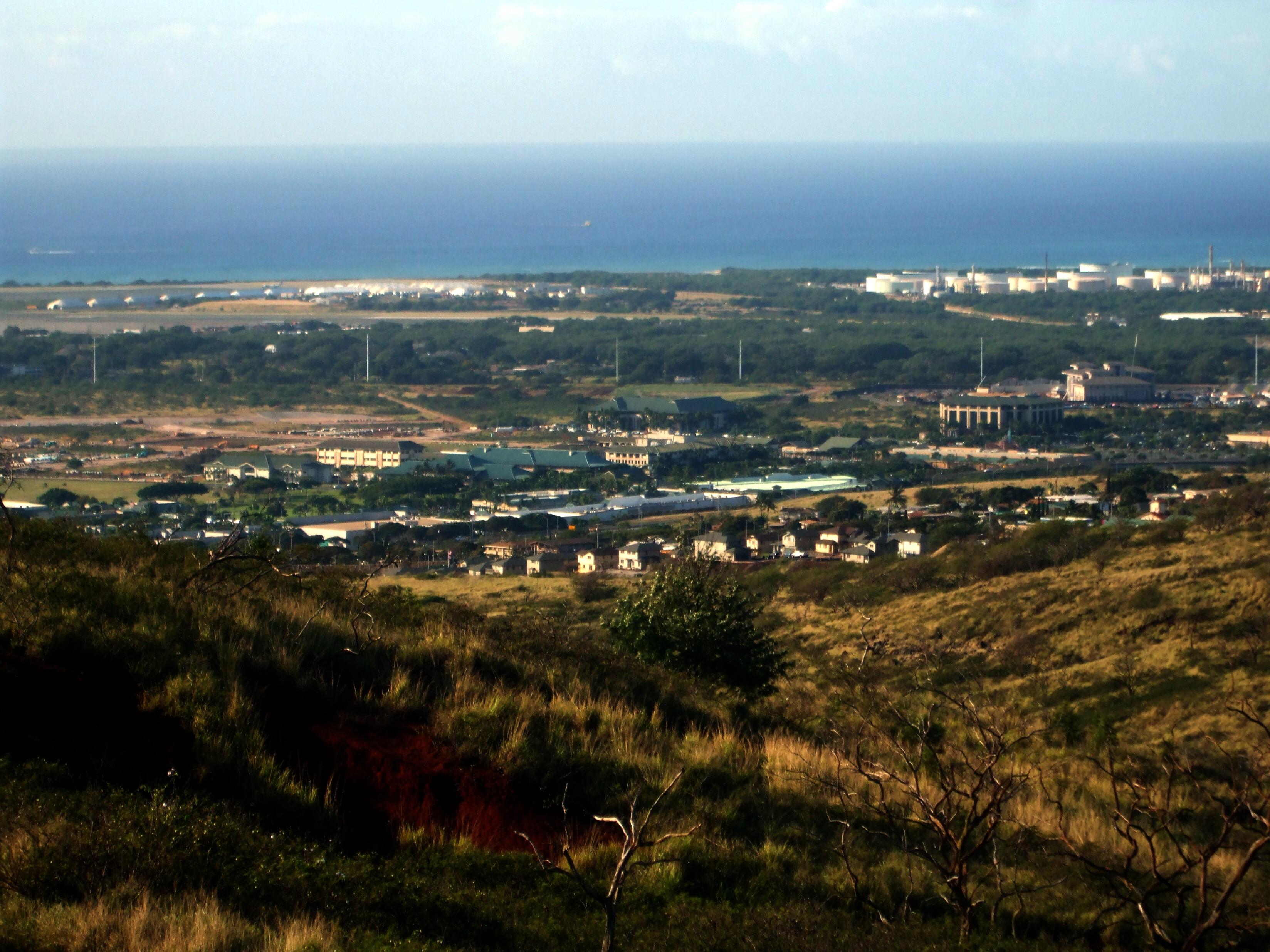
開発中のカポレイ市街地、マカキロ高地から撮影

住宅の建設が始まったのは1980年代後半であり、その後直ぐに商業開発が続いた。カポレイを自立できる都市にする努力が続いているにも拘わらず、大半はホノルル市のベッドタウンに留まっており、主要道路の建設が始まっているものの交通渋滞の問題が続いている。2006年8月にカマアハ・アベニューの延伸部であるマナワイ通りが完成し、カモキラ・ブールバードとファーリントン・ハイウェイの渋滞を緩和した。カポレイ・プロパティ・デベロプメントは2007年1月に200万ドルの予算でカモキラ・ブールバードをカポレイ・パークウェイからルーズベルト・アベニューまで延伸する工事を始めた。さらに最近、州交通局との合同プロジェクトでフリーウェイのランプ追加工事に600万ドルを拠出した。州やホノルル市政府さらにハワイの大企業がカポレイの領域内にそこそこの支所を設けてはきたが、地域内の急速な人口成長は地元での働き口の創設スピードを遥かに上回っており、カポレイやその近くに住む成人の大多数はホノルル市内で雇用されているので、主要な交通路である州間高速道路ハワイ1号線の混雑を助長している。2006年12月、ホノルル市市政委員会はカポレイからホノルル市中心街まで固定軌道交通システムの建設を承認した。2007年1月、オアフ島の住人はこのシステムのために消費税増額0.5％を払うようになった。
カポレイに隣接して、以前に開発されたマカキロの地域社会、「バーバーズ・ポイント海軍航空基地」（現在はカラエロア空港）、「キャンベル工業パーク」と呼ばれる工業地帯と水深の深い港、およびコ・オリナのリゾート地（もとはウェストビーチ）がある。
カポレイにはハワイ州とホノルル郡の庁舎ビルがあり、公共図書館や郵便局およびカポレイ高校などの学校もある。カポレイ裁判所の建設が2007年7月に開始された。幼稚園前から12年生までを教える私立学校が2004年に開校した。
カポレイの郵便番号は96707である。2002年、パシフィック・ビジネス・ニューズによると郵便番号96707の地域は、収入中央値が62,203ドルであり、オアフウ島の中で2番目に高いと報告された。世帯の5つに1つ近くが10万ドル以上の収入を得ている。ホノルル市・郡に拠ると、カポレイの持ち家比率は70％である。スターリングのベストプレーシーズでは、カポレイの世帯収入中央値が70,129ドルであり、全国平均の42,350ドルと比べてかなり高い。

### 今後の建設予定
2007年10月、ディズニーがコ・オリナ・リゾート・アンド・マリーナにアウラニ・リゾートの開発を発表した。2011年8月29日に開業した。ハワイ大学ウエスト・オアフ校は現在パールシティに本拠があるが、2009年秋にカポレイの新しいキャンパスに移転する予定である。

## 気候
カネオヘの8月平均最高気温は 92°F(33℃)、最低気温は 62°F(16℃)、1月の最高気温は 80°F(27℃)、最低気温は 61°F(16℃) と年間を通じて温暖である。平均降水量は1月で4.1インチ (104.1 mm)、8月で 0.4インチ (10.2 mm)となっている。

## 地理
カポレイは北緯21度20分05秒 西経158度04分51秒 / 北緯21.33472度 西経158.08083度に位置する。カポレイはマカキロの町に近いワイアナエ山斜面の南端に位置する。ホノルル市からは約25マイル (40 km) のエワ平原にある。最近州間高速道路ハワイ1号線によってマカキロと発展するカポレイが分断され、1号線を東に行くとワイパフに至る。1号線はカポレイの西約1マイル (1.6 km) で終端となり、ファーリントン・ハイウェイ（州道93号線）と合流してカヘからワイアナエ海岸のナナクリに至る。ファーリントン・ハイウェイを東に行くと、ホノウイリウリに至る。1号線の出口1番はカラエロア・ブールバードとなり、バーバーズ・ポイントやキャンベル工業パークへの入り口である。1号線とファーリントン・ハイウェイの合流点から1マイル足らず西にはコ・オリナのウェスト・オアフ・リゾートに行くランプと立体交差がある。
南にあるレントン道路はカラエロアとを結んでおり、さらに東にはエワ・ビレッジがある。
アメリカ合衆国国勢調査局に拠れば、市域全面積は6.1平方マイル (15.9 km2)であり、すべて陸地である。

## 政府とインフラ
ホノルル警察署がカポレイに支署を構えている。

## 教育
ハワイ州教育部がカネオヘの公立学校を運営している。
カポレイの小学校は4校ある。カポレイ中学校とカポレイ高校もある。
2015年4月、日本の東海大学が米国・ハワイ州オアフ島に開設しているパシフィックセンターと、ハワイ東海インターナショナルカレッジ（HTIC・別法人）を、ホノルル地区からカポレイ地区のハワイ大学ウエストオアフ校（UHWO）キャンパスビレッジ内に移転した。
米国の大学敷地内に日本の高等教育機関がキャンパスを開設した例はこれまでになく、HTICが初の試みとなった。